# Denis Zakaria
Denis Lemi Zakaria Lako Lado (* 20. November 1996 in Genf) ist ein Schweizer Fussballspieler. Der Mittelfeldspieler steht bei AS Monaco unter Vertrag und ist Nationalspieler.

## Vereinskarriere

### Servette FC
Denis Zakaria durchlief mehrere Jugendauswahlen beim Servette FC. Sein Debüt in der ersten Mannschaft gab er am 10. November 2014 in der 15. Runde der Challenge League, als er in der 90. Minute im Spiel gegen den FC Lausanne-Sport eingewechselt wurde. Am 18. Mai 2015 schoss er das erste Tor seiner Profikarriere im Spiel gegen den FC Wohlen.

### BSC Young Boys
Auf die Saison 2015/16 wechselte Zakaria zum BSC Young Boys, bei dem er einen Vierjahresvertrag unterschrieb. Am ersten Spieltag debütierte er in der ersten Mannschaft, als er beim 1:1-Heimspiel gegen den FC Zürich kurz vor Ende eingewechselt wurde. Sein Startelfdebüt gab Zakaria am fünften Spieltag bei der 0:1-Niederlage beim FC Lugano, ab diesem Spiel absolvierte er einen Grossteil der restlichen Saison als Stammspieler. Am 28. Juli lief er in seinem ersten internationalen Pflichtspiel in der Qualifikation zur Champions League gegen die AS Monaco auf, das 1:3 verloren ging. Am 28. November, dem 17. Spieltag, schoss Zakaria sein erstes Tor in der Super League beim 2:1-Heimsieg gegen den FC St. Gallen. Insgesamt verzeichnete Denis Zakaria in seiner ersten Saison in der Super League 27 Einsätze und erzielte ein Tor.
Auch die folgende Saison 2016/17 absolvierte Zakaria als Stammspieler, kam aber aufgrund von einigen Verletzungen nur auf 23 Einsätze, in denen er wieder ein Tor erzielen konnte.

### Borussia Mönchengladbach
Zur Saison 2017/18 wechselte Zakaria in die Bundesliga zu Borussia Mönchengladbach. Am 9. Juni 2017 unterschrieb er einen bis 2022 laufenden Vertrag. Er erhielt die Rückennummer 8. Dort gab er am 11. August 2017 in der ersten Runde des DFB-Pokals 2017/18 beim 2:1-Sieg gegen Rot-Weiss Essen sein Pflichtspieldebüt; neun Tage später debütierte er als Startspieler am 1. Spieltag der Saison 2017/18 beim 1:0-Sieg gegen den 1. FC Köln auch in der 1. Bundesliga. Am darauffolgenden Spieltag, am 26. August 2017, erzielte er beim 2:2 gegen den FC Augsburg seinen ersten Pflichtspieltreffer für Mönchengladbach. Er war über die gesamte Saison Stammspieler, meist als Partner von Christoph Kramer im defensiven Mittelfeld, und absolvierte 30 Spiele, wobei er zwei Tore erzielte.
In der Saison 2018/19 stellte Trainer Dieter Hecking das System um und brachte meist nur noch einen defensiven und zwei offensive Mittelfeldspieler. Zakaria fremdelte mit dieser Umstellung und konnte weder als alleiniger Defensivakteur noch auf einer der offensiven Positionen voll überzeugen. So kam er in der für die Borussia sehr erfolgreichen Hinrunde (Platz 3) öfters von der Bank. Die Rückrunde verlief deutlich schlechter für den Verein, weshalb Hecking wieder einige taktische Änderungen vornahm, Zakaria brachte jetzt aber wieder konstanter seine Leistung und stand bei Anpfiff zumeist auf dem Feld. Insgesamt absolvierte er in dieser Saison sogar ein Spiel mehr als in der davor, kam aber auf deutlich weniger Spielminuten. Er erzielte vier Tore.
In die Saison 2019/20 ging Borussia Mönchengladbach mit einem neuen Trainer, Marco Rose. Dieser baute von Beginn an auf Denis Zakaria und setzte ihn fast immer über 90 Minuten ein, nur am 10. Bundesligaspieltag wurde er aus Gründen der Belastungssteuerung erst in der zweiten Halbzeit eingewechselt. Am 19. September 2019 gab er bei der 0:4-Heimniederlage gegen den Wolfsberger AC auch sein Debüt in der Europa League für Mönchengladbach. Taktisch war die Borussia jetzt wesentlich flexibler aufgestellt und spielte mit häufig wechselnden Formationen. Zakaria überzeugte dabei sowohl auf verschiedenen Mittelfeldpositionen als auch als zentraler und sogar als rechter Verteidiger einer Dreierabwehr.

### Juventus Turin
Ende Dezember 2021 teilte Zakaria dem Verein mit, er wolle seinen zum Saisonende auslaufenden Vertrag nicht verlängern. Er wechselte daraufhin Ende Januar 2022 kurz vor dem Ende der Transferperiode in die italienische Serie A zu Juventus Turin und unterschrieb dort einen Vertrag bis zum 30. Juni 2026. Borussia Mönchengladbach erhielt, statt ihn im Sommer ablösefrei ziehen lassen zu müssen, eine Ablöse in Höhe von 4,5 Millionen Euro; für Ausbildungsentschädigungen und zusätzliche Kosten fielen für Juventus weitere 4,1 Millionen Euro an. Anfang September 2022 wurde er für den Rest der Saison 2022/23 nach England an den FC Chelsea mit anschliessender Kaufoption ausgeliehen.

### AS Monaco
Im August 2023 wechselte Zakaria zum AS Monaco und folgte somit seinem ehemaligen Trainer Adi Hütter ins Fürstentum. Der Schweizer Mittelfeldspieler unterschrieb einen Vertrag bis 2028.

## Nationalmannschaft
Am 5. September 2014 debütierte Zakaria beim Spiel gegen die österreichische U-19-Fussballnationalmannschaft in der Schweizer U-19-Nationalmannschaft. Gut ein Jahr später, am 7. September 2015, hatte er seinen ersten Einsatz in der Schweizer U-21-Auswahl im Spiel gegen die kasachische U-21-Mannschaft.
Insgesamt kam Zakaria bei der U-19 und der U-21 jeweils zu acht Einsätzen, wobei er bei der U-19 drei Tore erzielte.
Sein Debüt in der A-Nationalmannschaft gab er am 28. Mai 2016 in Genf bei der 1:2-Niederlage im Testspiel gegen die Auswahl Belgiens mit Einwechslung für Blerim Džemaili in der 79. Minute.
Bei der Fussball-Europameisterschaft 2016 in Frankreich wurde er in das Aufgebot der Schweiz aufgenommen. Er war einer von mehreren Spielern im Kader, die im Turnier nicht zum Einsatz kamen.
Sein Startelfdebüt feierte Zakaria beim Hinspiel der Qualifikations-Play-offs zur Weltmeisterschaft 2018 am 9. November 2017 in Nordirland, das die Schweiz 1:0 gewinnen konnte. Beim Rückspiel gelang durch ein 0:0 die Qualifikation für das Turnier, Zakaria spielte in beiden Spielen über 90 Minuten.
Bei der Weltmeisterschaft in Russland gehörte er dann zum Aufgebot der Schweiz. Er kam zu zwei Einsätzen als Einwechselspieler und schied mit der Mannschaft im Achtelfinal durch eine 0:1-Niederlage gegen Schweden aus.
Seither ist Zakaria Stammspieler in der Nationalmannschaft; so gehörte er in der erfolgreichen Qualifikation zur Fussball-Europameisterschaft 2020 bei allen acht Spielen der Schweiz zur Startelf. Sein erstes Tor erzielte er bei einem 6:0-Sieg über Island am 8. September 2018 in der UEFA Nations League.
Für die Europameisterschaft 2021 wurde er ins Nati-Kader berufen. Er spielte im ersten Gruppenspiel und im verlorenen Viertelfinal.

## Privates
Sein Vater stammt aus der Demokratischen Republik Kongo, die Mutter ist Sudanesin.